# Aloys Blumauer
Aloys Blumauer, a volte noto con gli pseudonimi di A. Auer e Aloys Obermayer (Steyr, 21 o 22 dicembre 1755 – Vienna, 16 marzo 1798), è stato uno scrittore austriaco illuminista.

## Biografia

### Studi

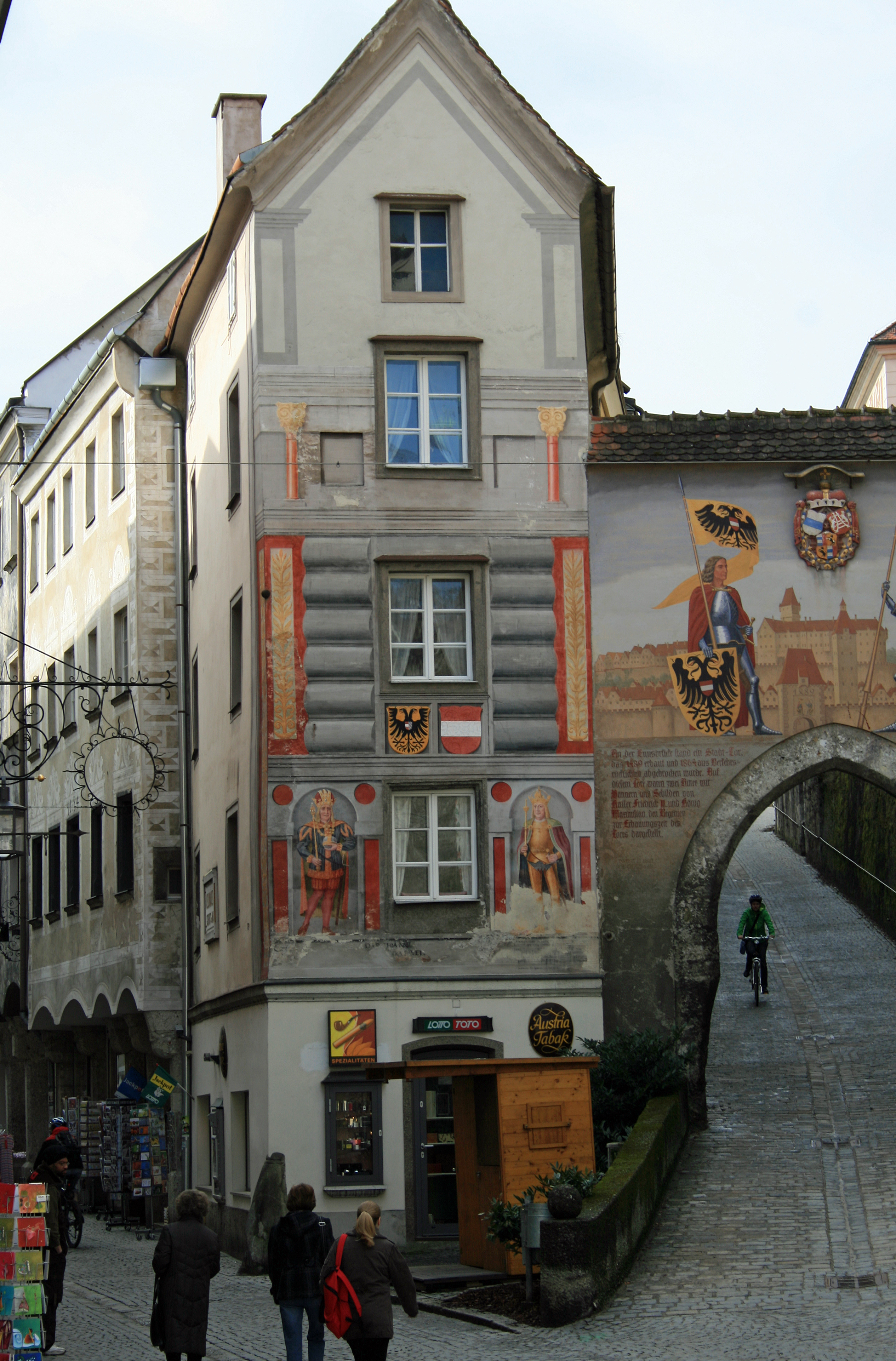
Casa natale di Blumauer

Figlio del negoziante di ferramenta Melchior Friedrich e di sua moglie Katharina, visse con la famiglia a Steyr in Engen Gasse 2, dove il padre gestiva anche il proprio negozio. Sulla parete della casa natale è eretta una targa in suo onore dal 1893.

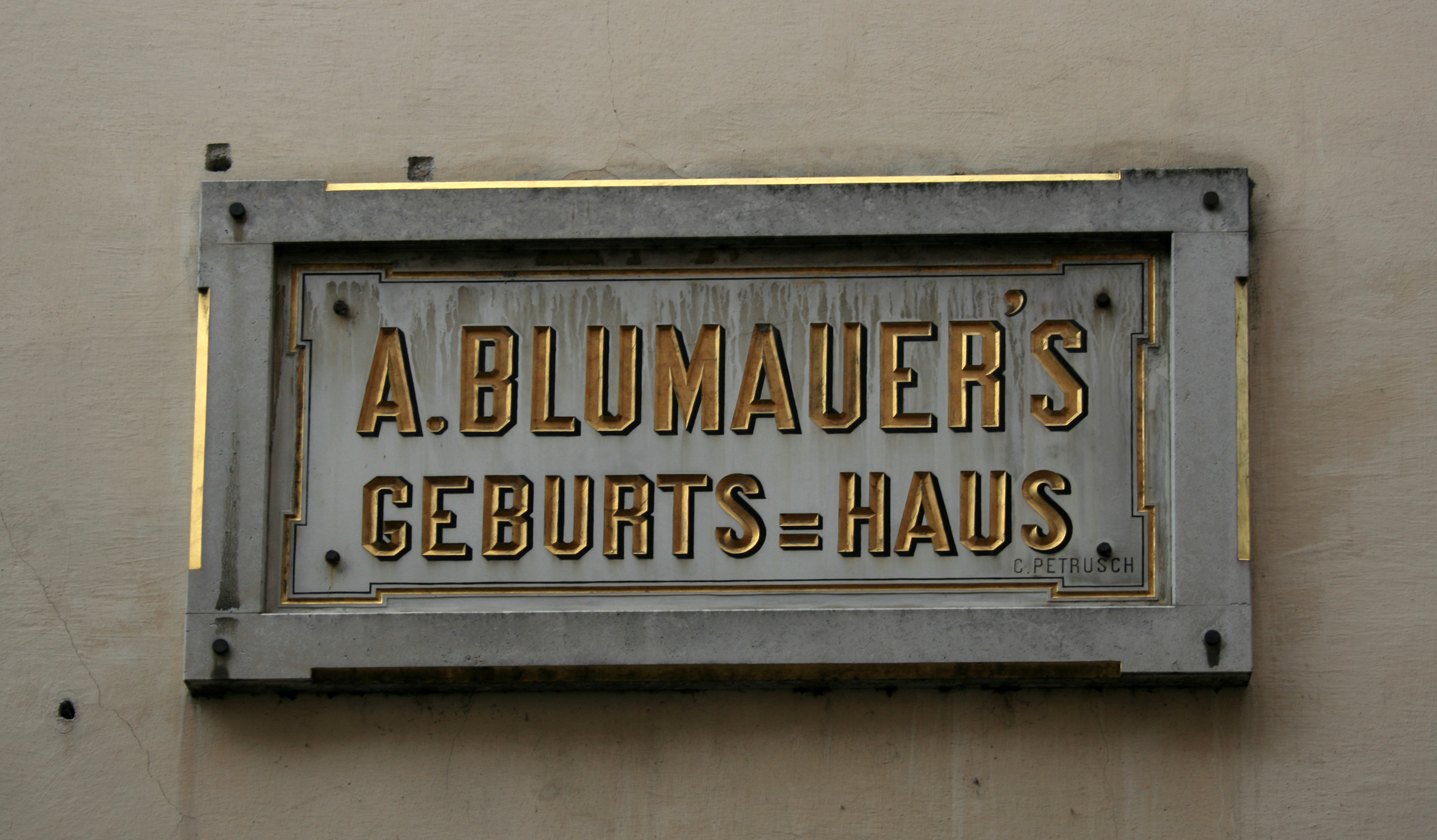
Targa in onore di Blumauer sulla facciata della casa in Engen Gasse

Conclusi gli studi elementari, si iscrisse al locale liceo gesuita, e dopo il conseguimento del diploma, a 17 anni, avrebbe dovuto intraprendere la carriera ecclesiastica secondo il desiderio dei genitori. Nella tarda estate del 1772 si recò quindi a Vienna e si aggregò alla Compagnia di Gesù come novizio. Ma appena un anno più tardi Clemente XIV, con la lettera apostolica Dominus ac Redemptor, soppresse la compagnia. E così, dal 16 agosto 1773, Blumauer si ritrovò in mezzo alla strada, senza lavoro né reddito. Non potendo trovare alloggio nel convento di un altro ordine, intraprese quindi gli studi filosofici all'Università di Vienna.